# Lenguas raji-raute
Las lenguas raji-raute son un grupo de lenguas tibetano-birmanas estrechamente emparentadas entre sí y pobremente documentadas, que incluyen el raji, el raute y, aparentemente, el rawat. Los pueblos que los hablan son cazadores-recolectores de la región nepalí de Terai. Las tres lenguas se hablan en el parteaguas de los ríos Karnali y Kali en Nepal occidental y a lo largo del distrito de Udham Singh Nagar sobre la frontera del estado de Uttarakhand en la India. Su relación exacta con las lenguas sino-tibetanas no se conoce bien.
Una lista de 700 palabras recopiladas en hogares de hablantes de Raute y Ban Rawat (Fortier 2012) indica que la mayor de los términos están relacionados con las lenguas sino-tibetanas. Muchas de las palabras incluyen lexemas y morfemas de origen claramente sino-tibetanos, aunque algunos parecen mostrar términos de origen austroasiático, también se encontraron algunos préstamos del sánscrito y otras lenguas indoarias. Por otra parte para unas 250 palabras no está claro su origen etimológico.